# Peter Reitmayer
Peter Reitmayer (ur. 6 lipca 1993 w Koszycach) – słowacki łyżwiarz figurowy. Jest członkiem klubu ŠKP Bratislava. Jego trenerem jest jego matka Iveta Reitmayerova. Jego siostra Ivana Reitmayerová jest również łyżwiarką figurową, która występuje na zawodach międzynarodowych.

## Osiągnięcia
Do największych osiągnięć Petera Reitmayera należą:
- Złoty medal na imprezie Grand Prize SNP 2005[2].
- Złoty medal na Mistrzostwach Słowacji w Łyżwiarstwie Figurowym w 2009 roku[2].
- 17. miejsce na Mistrzostwach Świata Juniorów w Łyżwiarstwie Figurowym w 2009 roku[2].
- Złoty medal na Mistrzostwach Słowacji w Łyżwiarstwie Figurowym w 2010 roku[2].
- 24. miejsce na Mistrzostwach Europy w Łyżwiarstwie Figurowym w Tallinnie w 2010 roku[2].
- 31. miejsce na Mistrzostwach Świata w Łyżwiarstwie Figurowym w Turynie w 2010 roku[2].